# Museo del Naviglio Grande
Il museo del Naviglio Grande di Robecco sul Naviglio è un museo fotografico stabile del comune di Robecco sul Naviglio (MI) ospitato all'interno di Villa Terzaghi.

## Storia
Il museo è stato inaugurato l'8 aprile 2008 (locale festa in occasione di San Maiolo, protettore delle messi dalla grandine) dalla Pro Loco di Robecco sul Naviglio, in unione con l'amministrazione comunale, con l'intento di illustrare il ruolo del Naviglio Grande nella storia dei comuni attraversati e la sua importanza nella locale cultura popolare, per mezzo dell'esposizione permanente con criteri didattici di fotografie e documenti.
La sede del museo, inoltre, si è integrata con l'opera di recupero iniziata ad opera dell'amministrazione comunale del palazzo Archinto, affacciato sulle rive dello stesso Naviglio Grande e meglio conosciuto col soprannome di "castello" per le sue forme medievaleggianti. La struttura del museo si articolava su due sale, accorpate alla sede della nuova biblioteca, spostatasi in questo luogo contemporaneamente all'istituzione del museo. Dal maggio 2017 la sede del museo è stata trasferita a Villa Terzaghi, sempre a Robecco sul Naviglio.
Parallelamente al museo, il comune ha anche inaugurato (in associazione coi comuni di Cassinetta di Lugagnano e Boffalora sopra Ticino) la Linea delle Delizie, la ripresa dell'antica navigazione su un tratto del Naviglio Grande (effettuata nei fine settimana) che consente la visita della maggior parte dei borghi che si affacciano sul Naviglio e di apprezzarne le bellezze culturali ed artistiche, come le famose ville storiche descritte da Dal Re nel Settecento.